# Slow Mass
Slow Mass es una banda de  rock, dubstep y post-hardcore estadounidense de Chicago, Illinois, con exmiembros de Into It. Over It., Damiera y el alumno de No Sleep Records, Former Thieves. Tomaron su nombre de la composición de Glenn Branca, la cual tenía el mismo nombre .

## Historia
La misa lenta comenzó en 2016. Ese año, lanzaron su primera obra extendida, Treasure Pains, con el sello discográfico Landland Colportage. En 2018, Slow Mass lanzó su primer álbum de larga duración titulado On Watch, teniendo un éxito relativo.
En octubre de 2021 se hizo una acusación de agresión sexual contra Dave Collis en el sitio web Not in Our Scene, todavía esa acusación persigue a la banda en el terreno comercial.

## Discografía
Álbumes de estudio
- On Guard (2018)

EP
- Treasure Pains (2016)
- Music For Rest (2020)

Singles
- Music For Ears 1 (2019)
- Music For Ears 2 (2020)
- Music For Ears 3 (2020)